# Péninsule de Keweenaw

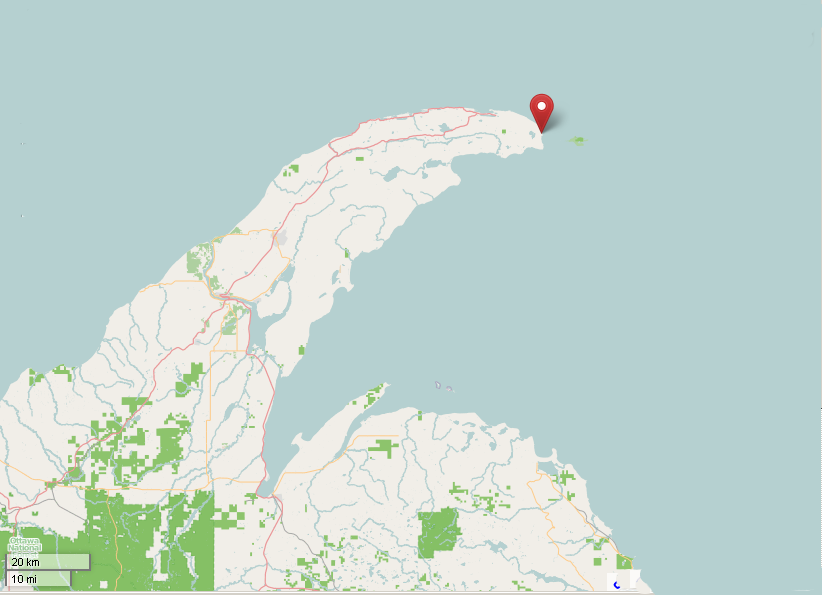
Carte de la péninsule. Le site de lancement de fusée de Keweenaw se trouve au point rouge.

La péninsule de Keweenaw est la partie nord de la péninsule supérieure du Michigan. Elle projette dans le lac Supérieur, et elle était l'endroit de la première ruée vers le cuivre aux États-Unis. Ses industries principales maintenant sont de l'exploitation forestière et du tourisme, aussi bien que les travaux liés à Michigan Technological University et Finlandia University.
La péninsule de Keweenaw fait partie du Pays de Cuivre, qui a attiré un grand nombre d'immigrés de la Finlande, la Suède, l'Allemagne et les Cornouailles. Ses mines ont continué à produire de grandes quantités de cuivre jusqu'aux années 1920.
Les anciennes mines de cuivre se trouvent situées sur une ceinture filonienne large de 3 à 6 km s’étendant de la pointe de la péninsule sur 160 km, jusqu’à White Pine Mine. Les travaux ont commencé en 1844, mais les Indiens avaient déjà exploité le cuivre, à l'état natif, et l’argent de Keweenaw il y aurait 3800 et même 6500 ans.
Les anciens gisements de cuivre de la région du lac Supérieur avaient été redécouverts, grâce aux amérindiens, par Louis Denys de la Ronde, qui avait participé en 1699 à la deuxième expédition de reconnaissance de l'embouchure du Mississippi commandée par Pierre Lemoine d'Iberville. Elles avaient été découvertes dès l’époque de l’intendant du Québec, Jean Talon, qui avait lancé deux explorateurs à sa recherche, dans l'espoir de cerner l'ampleur du gisement.